# Dillicar
Dillicar var en civil parish 1866–1986 när det uppgick i Grayrigg, i grevskapet Cumbria i England. Parish var belägen 12 km från Kendal och hade 71 invånare år 1961.